# Guthrum I de Estanglia
Guthrum el Viejo (Gorm den Gamle, Gorm den Barnløse, † c. 890), bautizado con el nombre de Aethelstan, fue Rey de los vikingos daneses en la zona llamada Danelaw.

## Guthrum, fundador de Danelaw
Aunque se desconoce cómo consolidó su dominio como rey sobre los otros jefes daneses en Danelaw (territorio de Inglaterra gobernado por los daneses), sí se sabe que en 874 estaba en disposición de emprender una guerra contra los sajones de Wessex y sus reyes, sobre todo contra Alfredo el Grande. En 876, Guthrum fue capaz de conquistar varias partes de los reinos de Mercia y de Northumbria y a continuación dirigió su atención hacia Wessex. Su primer enfrentamiento con Alfredo tuvo lugar cerca de la frontera galesa. Guthrum llevó a su ejército hasta el puerto de Poole en el sur de Inglaterra y allí se unió con otro ejército vikingo que estaba invadiendo el área que se encuentra entre los ríos Frome y Trent, área gobernada por Alfredo. Según Asser, este primer enfrentamiento tuvo como resultado la victoria vikinga, capturando Guthrum el «castellum» (un pequeño fuerte de la época romana) y la plaza fortificada de Wareham, donde existía un convento de monjas, lo que desembocó en la batalla de Wareham. Alfredo el Grande logró negociar la paz, que fue rota en 877 cuando Guthrum comenzó una serie de incursiones en el interior de Wessex, obligando a Alfredo a enfrentarse a él en varias contiendas que continuó ganando el líder danés.

## Derrotado por Alfredo el Grande
Guthrum habría conquistado toda Wessex si no hubiese sufrido una derrota a manos de Alfredo en la batalla de Edington (878). En dicha batalla, todo el ejército de Guthrum tuvo que retirarse hacia su campamento, donde fueron asediados por Alfredo. En la Crónica anglosajona se explica que el ejército invasor negoció la paz y que el resultado fue el Tratado de Wedmore. La Crónica anglosajona registra así este evento: 

Entonces, el ejército invasor le concedió (a Alfredo) rehenes y grandes promesas de que abandonarían su reino y también le prometieron que su rey (Guthrum) recibiría el bautismo; y todo lo cumplieron. Y tres semanas más tarde, Guthrum llegó donde Alfredo, que se encontraba en Aller, cerca de Athelney. Con el líder, eran treinta de los más honorables hombres del ejército invasor y allí, el rey danés recibió el bautismo.

## Conversión al cristianismo y paz
Mediante el tratado de Wedmore se establecieron los límites que dividían las tierras de Alfredo y las de Guthrum. Y, quizá lo más importante, Guthrum aceptó el catolicismo y a Alfredo como padrino. La conversión de Guthrum sirvió como su promesa o vinculación legal al tratado, cuya importancia fue más política que religiosa.

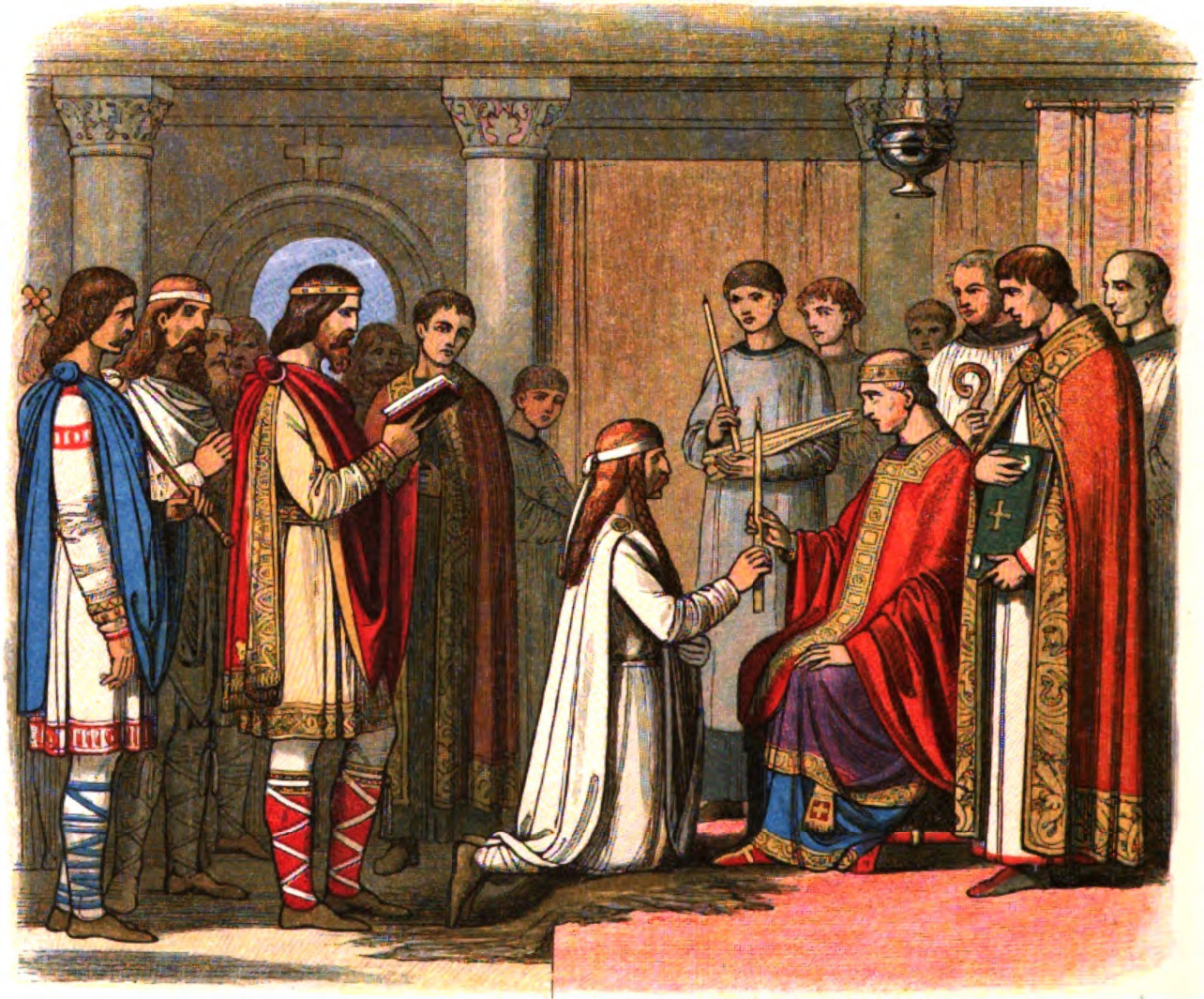
Bautismo del rey Guthrum. James William Edmund Doyle (1864).

Políticamente, la conversión por parte de Guthrum no hizo desaparecer el dominio danés de las zonas adquiridas por conquista. En lugar de ello, no sólo supuso el reconocimiento de la comunidad cristiana que él gobernaba, sino que aumentó su propia autoridad y reclamaciones. Mediante la adopción del nombre cristiano Aethelstan, que además era el nombre del hermano mayor de Alfredo, tranquilizó a sus nuevos súbditos, indicándoles que a partir de ese momento él gobernaría como un rey cristiano, produciéndose una dualidad entre su gobierno como cristiano para sus vasallos sajones y como pagano para sus vasallos daneses. Guthrum mantuvo sus promesas del tratado y respetó la frontera que separaba "Danelaw" de la Inglaterra dominada por los ingleses. Aunque no logró conquistar Wessex, Guthrum logró conservar las tierras que mantenía bajo su control fuera de las interferencias de Alfredo. Guthrum retiró su ejército de la frontera occidental donde estaba orientado hacia el territorio de Alfredo y lo trasladó hacia el este, donde finalmente fundaría en 879 el reino de Anglia Oriental. Probablemente vivió el resto de sus días allí, muriendo en 890. De acuerdo con los Anales de Saint Neots, Guthrum fue enterrado en Headleage, que normalmente se identifica como Hadleigh, Suffolk.